# Margaret Clay Ferguson

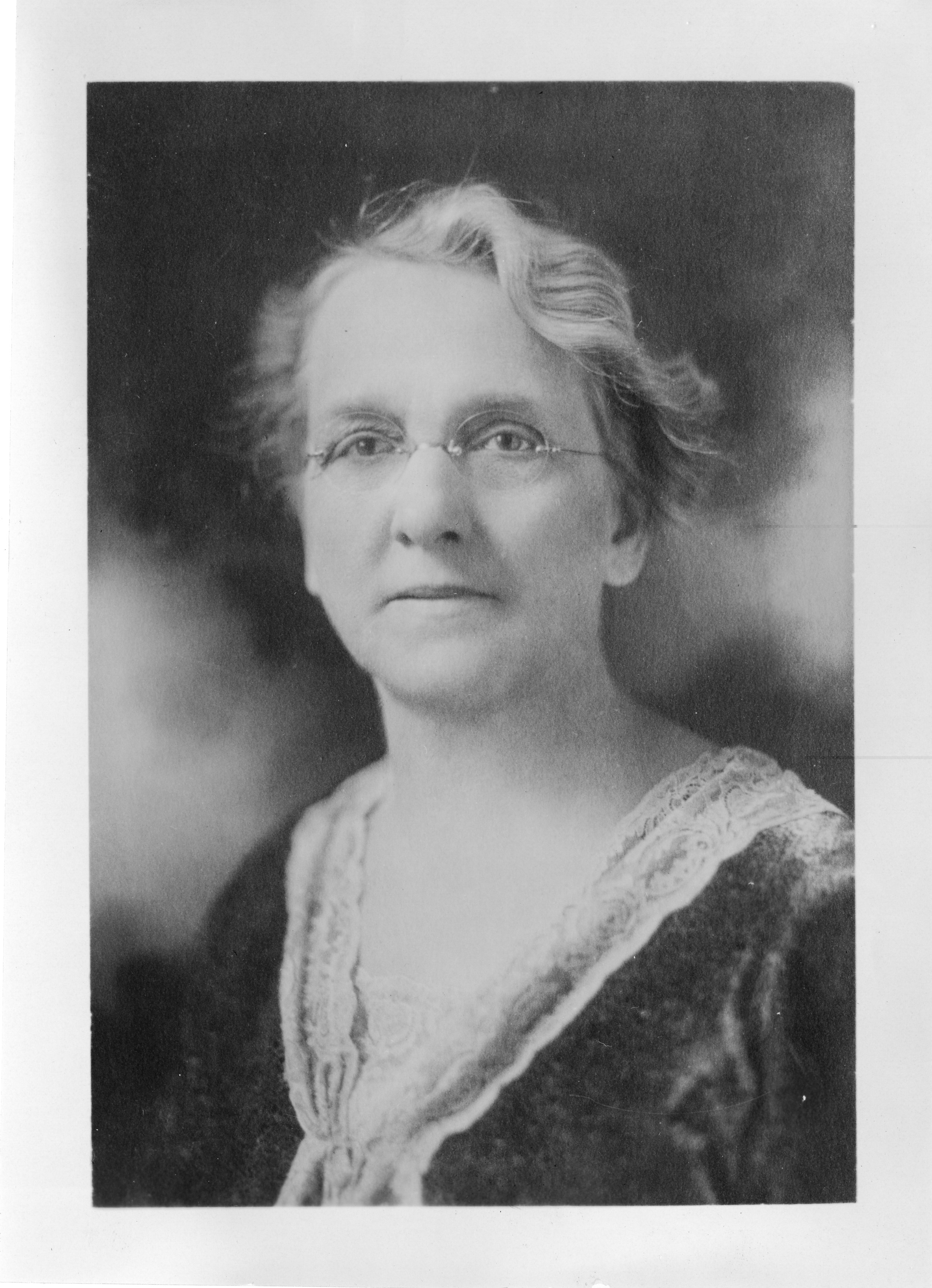
Margaret C. Ferguson

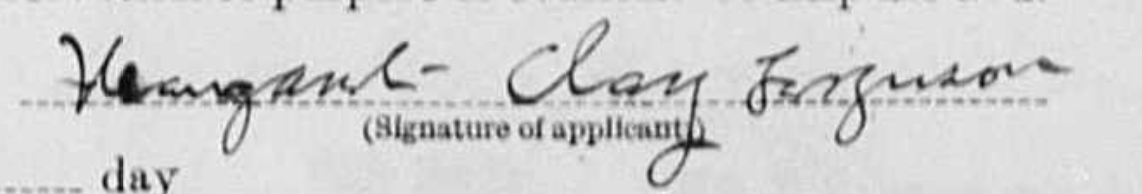
Unterschrift von Margaret Clay Ferguson

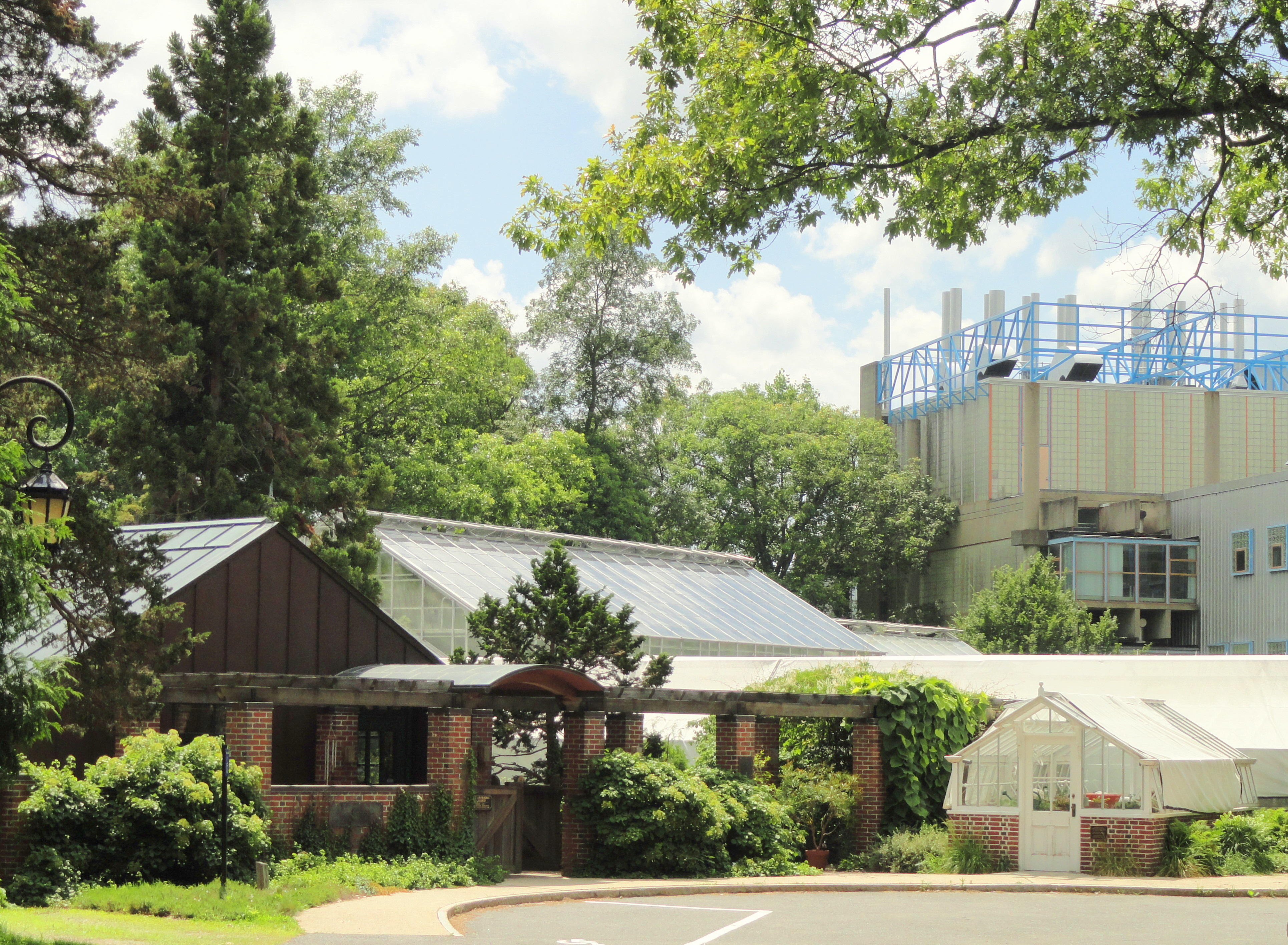
Margaret C. Ferguson Gewächshäuser, Wellesley College

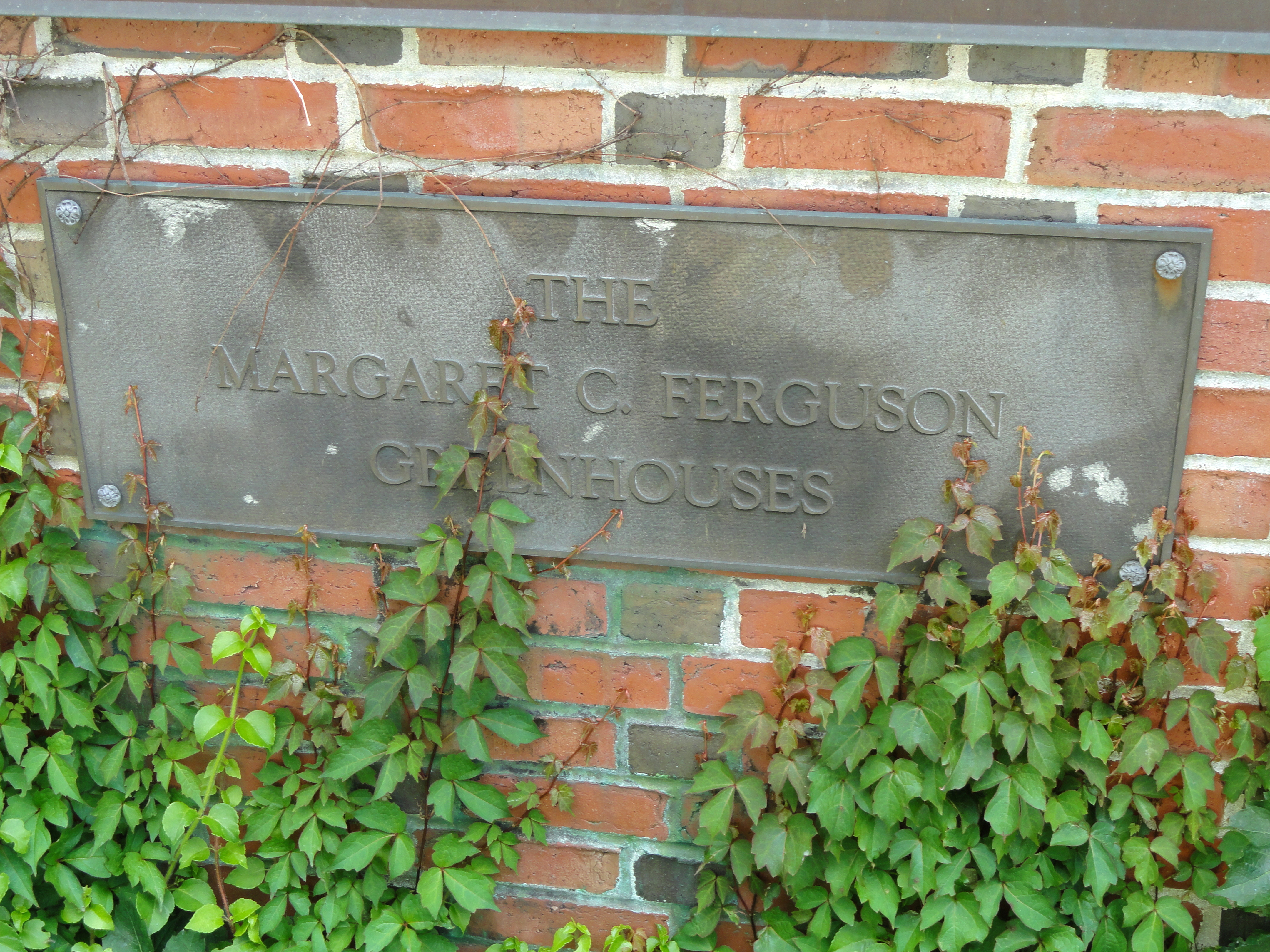
Margaret C. Ferguson Greenhouses Plakette, Wellesley College

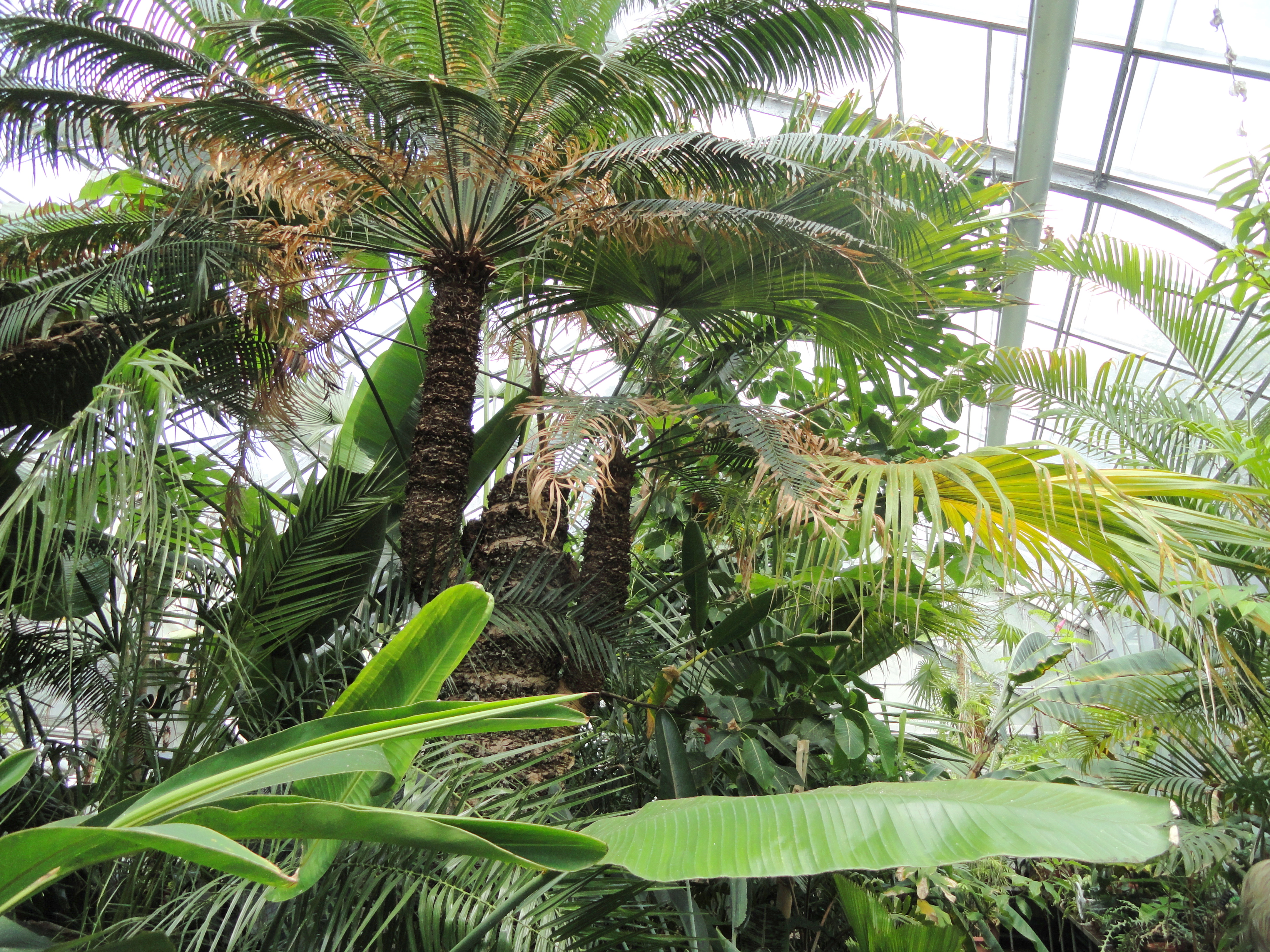
Margaret C. Ferguson Gewächshäuser - Tropenhaus, Wellesley College

 Margaret Clay Ferguson (* 20. August 1863 in Orleans, New York; † 28. August 1951 in San Diego, Kalifornien) war eine US-amerikanische  Pflanzenphysiologin und Hochschullehrerin. 1929 wurde sie als erste Frau zur Präsidentin der Botanical Society of America gewählt.

## Leben und Werk
Ferguson war das vierte von sechs Kindern von Robert Bell Ferguson und Hannah Mariah Warner. Sie besuchte von 1877 bis 1885 das Genesee Wesleyan Seminar in Lima, New York, als Schülerin und als Lehrerin und wurde 1887 dort zur stellvertretenden Schulleiterin ernannt. 1888 nahm sie an einem speziellen Lehrer-Programm für berufstätige Lehrer am Wellesley College teil und studierte Botanik und Chemie. Von 1891 bis 1893 leitete sie die wissenschaftliche Abteilung am Harcourt Place Seminary in Gambier, Ohio.  Ihre ehemalige Professorin am Wellesley College Susan Hallowell gab ihr 1893 eine Stelle als Ausbilderin am Wellesley College und ernannte sie 1894 zur Leiterin der Botanikabteilung. 1896 bereiste sie Europa, und schrieb sich 1897 an der Cornell University ein, wo sie 1899 einen Bachelor-Abschluss erhielt und 1901 in Botanik promovierte.
Am Wellesley College plante, entwarf und sammelte sie das Geld für ein Botanikgebäude und zwei Gewächshäuser. Sie beaufsichtigte später die Schaffung des Arboretums und des Botanischen Gartens sowie des Gewächshauskomplexes von 1925, der heutigen Margaret C. Ferguson Gewächshäuser. 1931 spendete die Philanthropin Susan Minns Geld an das Wellesley College, um Ferguson bei ihren Forschungen zu unterstützen. 1938 im Alter von 75 Jahren ging Ferguson am Wellesley College in den Ruhestand und arbeitete ab 1939 mit ihrer Nichte, der Botanikerin Alice Maria Ottley, zusammen. Sie lebte dann in Florida und zog später nach San Diego, wo sie an einem Herzinfarkt starb.
Ferguson forschte an einer Vielzahl von Systemen, darunter Pilze, Kiefern und Petunien. Ihre Studien zu den Petunien ergaben, dass die Farbe und das Muster der Pflanzenblüten nicht den Mendelschen Erbgesetzen entsprachen.

## Auszeichnungen
Die Gewächshäuser im Botanischen Garten des Wellesley College sind ihr zu Ehren benannt. Die Standard-Autorenabkürzung MCFerguson wird verwendet, um sie als Autorin anzugeben, wenn ein botanischer Name zitiert wird. Von der American Association for the Advancement of Science wurde sie zum Fellow gewählt und sie  erhielt vom Mount Holyoke College einen Ehrendoktor.

## Veröffentlichungen
- mit Elizabeth B. Coolidge: A Cytological and a Genetical Study of Petunia Iv. Pollen Grains and the Method of Studying Them, American Journal of Botany, 1932
- Imbedded Sexual Cells in the Polypodiaceae, 1911.
- Petunia, 1932.
- The Morphology of the Pollen Grains of Petunia in Relation to Hybridity, Polyploidy, and Sterility. A Preliminary Communication, 1932.
- A Cytological and a Genetical Study of Petunia, 1927.